# ヒロキ映画
ヒロキ映画株式会社（ヒロキえいが）は、かつて存在した日本の映画製作・配給会社である。1964年（昭和39年）8月、周宏允が東京都港区に設立した。1962年（昭和37年）に閉館した東京都豊島区の映画館、大塚ヒロキ映画劇場（おおつかヒロキえいがげきじょう）を前身とする。

## 沿革
- 1956年 - 大塚ヒロキ映画劇場が開館
- 1962年1月18日 - 大塚ヒロキ映画劇場が火災により全焼・閉館
- 1964年8月 - ヒロキ映画株式会社設立[2][3][5][6]
- 1967年 - 活動停止[5][6]

## 概要
ヒロキ映画株式会社は、1964年（昭和39年）8月、周宏允が東京都港区新橋2丁目6番地に設立した企業である。製作会社ヒロキプロダクションとして、鷲尾飛天丸の日本シネマと共同で『制服の女豹』（監督松浦潤）を製作、同年12月1日に同作を配給して公開したのが第1作である。同作の企画者として中村清美がクレジットされているが、中村は、同社の前身である大塚ヒロキ映画劇場（経営・長崎エイ、豊島区西巣鴨2丁目2080番地）の支配人であった。大塚ヒロキ映画劇場は、同社の設立からさかのぼる2年前、1962年（昭和37年）1月18日、午後11時20分に同館スクリーン裏のボイラー室から出火して全焼している。同館は1956年（昭和31年）に開館したばかりであったが、再建されずに閉館した。同社の代表取締役には、同館を経営していた長崎エイ、取締役には中村清美、五代儀弘光が就任した。田中純一郎は、同社を設立したのは「周宏允」であるとするが、『映画年鑑』の同社の項目には表記は見られない。
第1作公開の4か月後の1965年（昭和40年）4月、大蔵映画が成人映画、いわゆるピンク映画の興行網「オーピーチェーン」を提唱、上野パーク劇場（台東区上野2丁目）、カジバシ座（中央区八重洲2丁目）、目黒ライオン座（現在の目黒シネマ、品川区上大崎2丁目）、池袋シネマセレサ（現在のシネマロサ2、豊島区西池袋1丁目）、横浜東亜映画劇場（横浜市中区曙町1丁目）、大宮大蔵劇場（のちの大宮オークラ劇場、当時・大宮市宮町1丁目）、立石金竜座（葛飾区立石7丁目）、市川日活館（のちの市川オークラ劇場、市川市市川1丁目6番19号）、笹塚パール座（渋谷区笹塚）の8館がこれに参加、同社および日本シネマフィルム、葵映画、関東ムービー配給社、関東映配等が製作した作品を大蔵映画が配給し、同月第1週からこれらの作品の上映を開始した。同年4月に公開された『異常者』（監督松浦潤）、同年5月に公開された『痴情の系図』（同）がこれにあたる。
同社の映画製作・配給活動については、1966年（昭和41年）2月に公開された『女の秘密』（監督小倉泰美）以降、見当たらないが、同年10月までの情報が掲載されている『映画年鑑 1967』には、同社の詳細情報が掲載されている。前述の中村清美は、弘城興業社映画部が製作・配給、同年3月5日に公開されたドキュメンタリー映画『血と涙と墓場』（監督伊勢長之助）のクレジットに「企画・取材」としてその名が記されている。取締役を務めた五代儀弘光は、『好色あんま日記』（監督砂山義達）、『尼僧の門』（監督南川洋）に「製作」としてクレジットされたが、以降の活動は不明である。
活動期間は短かったが、東宝出身の照明技師の大石弘一が『好色あんま日記』で技師昇進しており、のちに高竜也の名で小説家に転向した池田正一が、『好色あんま日記』以降、同社で9作の脚本を書いている。『好色あんま日記』の監督としてクレジットされた「砂山義達」は、武田有生（1932年 - ）の変名であり、同作は武田の第1作にあたる。1960年代末から1970年代にかけてのテレビ映画の音響効果で知られる協立音響が「協立音響効果グループ」（共立効果グループ）として、『好色あんま日記』、『尼僧の門』、『制服の転落』（監督藤田尚）の3作に参加している。『女の秘密』を監督した小倉泰美は日活多摩川撮影所（現在の角川大映撮影所）出身の映画監督で、同作は小倉が最初に手がけたピンク映画であった。「月森功」は小林悟の変名であり、小林は同社では小林名義では作品を発表していないが、月森名義で監督した『めかけ芸者』の製作会社を「KOBAプロダクション」とし、スコープ・サイズについての表示を「コバプロスコープ」とした。監督としてクレジットされた松浦潤、藤田尚、南川洋についてのフィルモグラフィ以外の詳細は不明である。
同社が製作あるいは配給した作品のうち、東京国立近代美術館フィルムセンターには、『異常者』のみが所蔵されている。同社の入居した甘粕ビルは、近辺のビルとともに解体され、2012年（平成24年）1月20日、跡地に新橋アイマークビルが竣工した。

## 企業データ
- 社名 : ヒロキ映画株式会社[2]
- 所在地 : 東京都港区新橋2丁目6番4号[2]、甘粕ビル（解体後は現在の新橋アイマークビル、2012年1月竣工）[32][33]
北緯35度40分4秒 東経139度45分25秒 / 北緯35.66778度 東経139.75694度
- 代表取締役社長 : 長崎エイ[2]
  - 取締役 : 中村清美、五代儀弘光
- 事業内容 : 映画の製作・配給
- 資本金 : 800万円（1966年[2]）
- 設立 : 1964年8月[2][3]

## おもなフィルモグラフィ
すべて「配給」あるいは「製作」であり、特筆しないものはすべて「製作」であり、配給は大蔵映画である。東京国立近代美術館フィルムセンター（NFC）等の所蔵状況についても記す。
- 『制服の女豹』 : 企画中村清美、監督松浦潤、主演南たまき、製作日本シネマ・ヒロキプロダクション、1964年12月1日公開（成人映画・映倫番号 13759）
- 『異常者』 : 企画中村清美、監督松浦潤、主演水島英子、1965年4月公開（成人映画・映倫番号 13934） - 製作、85分の上映用ポジプリントをNFCが所蔵[4]
- 『痴情の系図』 : 監督松浦潤、主演香野信濃子、1965年5月公開（成人映画・映倫番号 13977）
- 『汚された肌』 : 監督藤田尚、主演峰あけみ、製作IOFプロダクション、1965年6月公開（成人映画・映倫番号 14028） - 配給[6]
- 『好色あんま日記』 : 製作五代儀弘光、監督砂山義達、脚本池田正一、主演左京ミチ子、製作大和フィルム[5][6]（TRSとも[18]）、1965年7月20日公開（成人映画・映倫番号 14063） - 配給[6]
- 『裸の世代』 : 監督月森功、脚本池田正一、製作TRS（大和フィルムとも[5]）、1965年8月31日公開（成人映画・映倫番号 14106） - 配給[18]
- 『憎い肌』 : 監督藤田尚、脚本池田正一、主演内田高子、製作IOFプロダクション、1965年9月14日公開（成人映画・映倫番号 14101） - 配給[6][12]
- 『女の砂丘』 : 監督藤田尚、脚本池田正一、主演内田高子、製作IOFプロダクション、1965年10月12日公開（成人映画・映倫番号 14169） - 配給[6][12]
- 『めかけ芸者』 : 監督月森功、脚本池田正一、主演星夏子、製作KOBAプロダクション、1965年10月19日公開（成人映画・映倫番号 14189） - 配給[6]
- 『尼僧の門』 : 製作五代儀弘光、監督南川洋、脚本池田正一、主演中島京子、製作大和フィルム、1965年11月6日公開（成人映画・映倫番号 14276） - 配給[6]
- 『制服の転落』 : 監督藤田尚、脚本池田正一、主演岡本弘子、製作IOFプロダクション、1965年12月14日公開（成人映画・映倫番号 14314） - 配給[6]
- 『番頭お色気日記』 : 監督藤田尚、脚本池田正一、主演西朱実・峰あけみ、製作IOFプロダクション、1966年1月5日公開（成人映画・映倫番号 14361） - 配給[6]
- 『女の秘密』 : 監督小倉泰美、脚本坂本景・池田正一、主演橘桂子、1966年2月公開（成人映画・映倫番号 14356）

## 大塚ヒロキ映画劇場

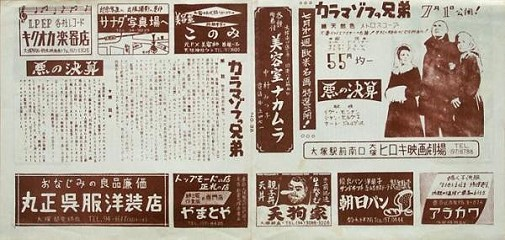
1958年（昭和33年）7月1日付チラシ。

大塚ヒロキ映画劇場（おおつかヒロキえいがげきじょう）は、かつて存在した日本の映画館である。1956年（昭和31年）、豊島区西巣鴨2丁目の大塚駅南口駅前に開館、洋画上映館であったが、1962年（昭和37年）1月18日、火災により全焼、閉館した。『カラマゾフの兄弟』（監督リチャード・ブルックス、日本公開1958年2月28日）と『悪の決算』（監督イヴ・シャンピ、日本公開1955年10月18日）の二本立が「55円」の均一料金（当時）で上映されたときのチラシが残っている（右写真）。
Goo地図の航空写真によれば、1963年（昭和38年）の時点では跡地は更地であったが、Yahoo!ロコによれば跡地の現況はパチンコ店「サンドラ大塚店」である。

### データ
- 所在地 : 東京都豊島区西巣鴨2丁目2080番地[7][10]
  - 現在の東京都豊島区南大塚3丁目34番10号、跡地はパチンコ店「サンドラ大塚店」[39][40]

北緯35度43分52秒 東経139度43分41秒 / 北緯35.73111度 東経139.72806度
- 経営 : 長崎エイ （1956年[10] - 1962年[7]）
- 支配人 : 中村清美 （1956年[10] - 1962年[7]）
- 構造 : 木造一階建 [10]
- 観客定員数 : 378名（1961年[10]）